# Francesco Galli da Bibiena
Pour les articles homonymes, voir Famille Galli da Bibiena.
Francesco Galli da Bibiena (Bologne, 12 décembre 1659 - Bologne, 20 janvier 1739) est un scénographe, architecte, décorateur et graveur italien, de la célèbre famille des Galli da Bibiena.

## Biographie
Francesco Galli da Bibiena a rédigé les plans ayant servi à la construction du théâtre de Vérone (avec Scipione Maffei).
Il a décoré la villa Prati Dalla Rosa à Collecchio dans le duché de Parme pour le mariage de Marianna Prati et Pier Maria Dalla Rosa en 1694. Son frère Ferdinando était en activité dans le Duché.
En 1707, il alla à Nancy à la cour de Léopold Ier, duc de Lorraine, afin de construire pour lui un grand théâtre, dans la capitale du duché. Pendant cette période en Lorraine, le 15 juillet 1709, Francesco s'est marié avec Anne Mité, âgée de 16 ans. En 1710, Joseph Ier l'appela à la cour impériale de Vienne.
Il a marié le 29 juillet 1738 son fils, Joseph-Wilhelme Galli, secrétaire honoraire de S. M. la reine de Pologne, avec Anne de Motué, dans la paroisse de Saint-Sébastien de Nancy. Sa femme était décédée à cette date.

## Musées
- Caen :
  - Le retour de l'enfant prodigue.
- Nancy :
  - Bacchanale.
  - L'offrande à Flore.
- Metropolitan Museum of Art de New York

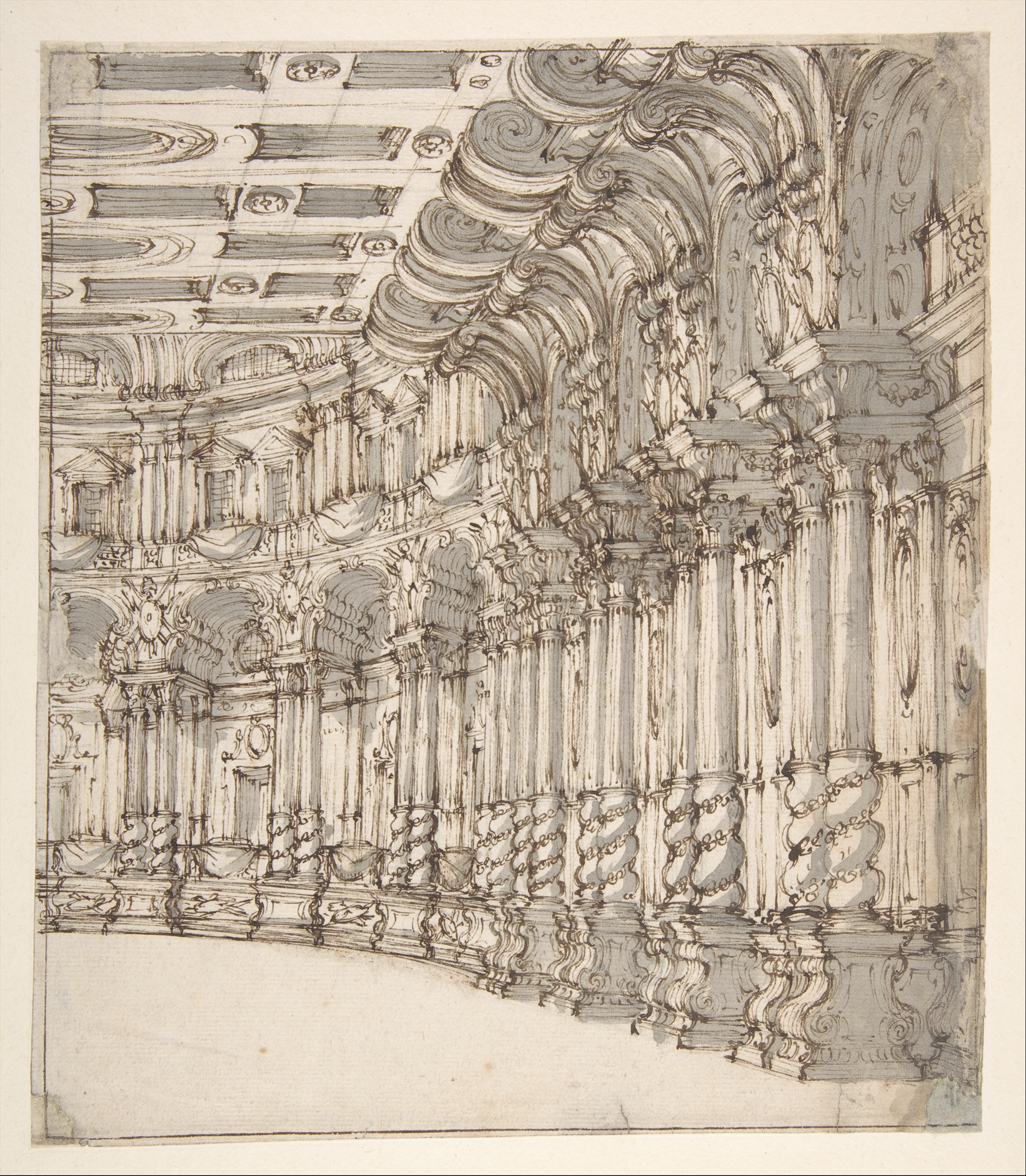
Conception d'un décor de scène - Intérieur d'une salle de bal ou d'un théâtre avec des colonnes torsadées et de grandes volutes au-dessus, dessin (entre 1676 et 1736, Metropolitan Museum of Art).
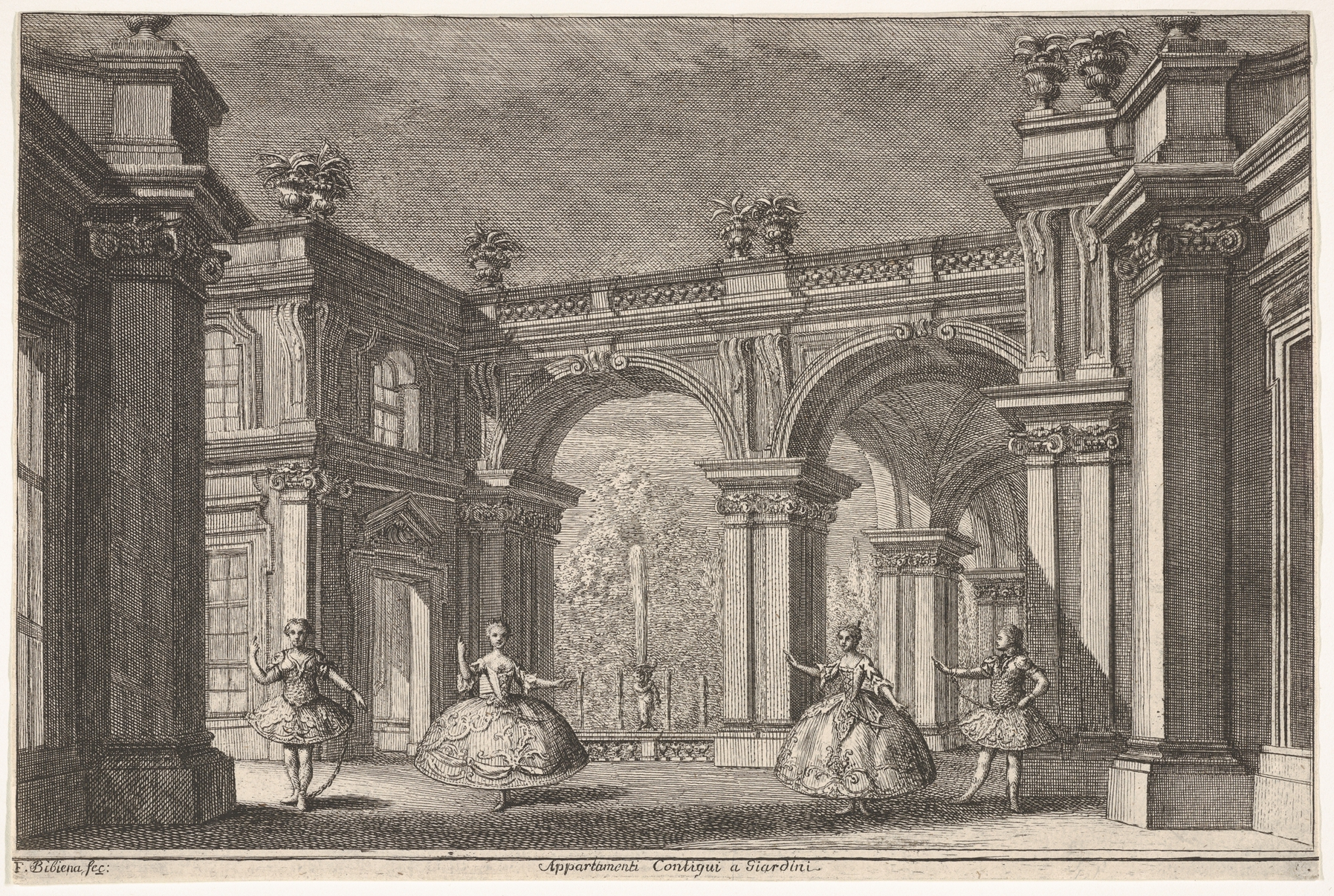
Deux dames et deux messieurs dansant dans un cadre architectural orné, une fontaine au centre à l'arrière-plan, une scène de “Talestri, Regina delle Amazzoni”, gravure (1765, Metropolitan Museum of Art).